# Piretanide
Piretanide là một hợp chất thuốc lợi tiểu quai     bằng cách sử dụng một phương pháp mới sau đó để giới thiệu dư lượng amin tuần hoàn trong một hạt nhân thơm với sự có mặt của các nhóm chức liên kết thơm khác. Các nghiên cứu về piretanide ở chuột và chó so với các thuốc lợi tiểu trần cao khác như furosemide và bumetanide cho thấy liều/tỷ lệ đáp ứng phù hợp hơn (đường hồi quy) và tỷ lệ bài tiết natri/kali thuận lợi hơn. Những phát hiện này cuối cùng đã dẫn đến các nghiên cứu ở người đàn ông và cuối cùng là sự ra đời của một loại thuốc trị mặn và hạ huyết áp  ở Đức, Pháp, Ý và các nước khác.
Nó được sản xuất vào năm 1973, được cấp bằng sáng chế vào năm 1974 và được chấp thuận cho sử dụng y tế vào năm 1981.

## Tên biệt dược
Tên biệt dược bao gồm Arelix, Eurelix, Tauliz.